# Twin Bridges (Missouri)
Twin Bridges é uma vila localizada no estado americano de Missouri, no Condado de Laclede.

## Demografia
Segundo o censo americano de 2000, a sua população era de 42 habitantes.

## Geografia
De acordo com o United States Census Bureau tem uma área de
22,2 km², dos quais 22,1 km² cobertos por terra e 0,1 km² cobertos por água.

## Localidades na vizinhança
O diagrama seguinte representa as localidades num raio de 32 km ao redor de Twin Bridges.